# Kościół Wszystkich Świętych i klasztor Franciszkanów reformatów we Włocławku
Kościół Wszystkich Świętych i klasztor Franciszkanów reformatów we Włocławku – rzymskokatolicki kościół parafialny i klasztor franciszkanów reformatów we Włocławku, przy ulicy Brzeskiej, róg Placu Wolności.

## Historia
Kościół został wybudowany w latach 1639–1644 z fundacji Wojciecha i Doroty Romatowskich. W 1650 roku dobudowana została do kościoła klasztornego przy ścianie północnej kaplica Najświętszej Maryi Panny, a w 1653 roku kaplica Marii Magdaleny. W latach 1764–1775 wzniesione zostały dwie nowe wieże, w XIX wieku klasztor i kościół przebudowano, powiększono kaplicę Najświętszej Maryi Panny. Godne uwagi są cyborium w wielkim ołtarzu oraz drzwi prowadzące z kościoła do zakrystii, inkrustowane przez nieznanego zakonnika. Świątynia stanowi Sanktuarium Matki Bożej Łaskawej Niezawodnej Nadziei. Przedmiotem kultu jest obraz Matki Bożej Łaskawej, koronowany w 2010.